# Стефан Михајловић (фудбалер, 1994)
Стефан Михајловић (Београд, 24. јун 1994) је српски фудбалер. Син је некадашњег фудбалера, Радмила Михајловића.

## Каријера
Михајловић је прошао млађе категорије Црвене звезде. Као сениорски фудбалер дебитовао је у клупској филијали Сопоту где је током првог дела сезоне 2012/13. одиграо десет утакмица и постигао три гола у Српској лиги Београд.
Михајловић је током зимских припрема 2013. прикључен првом тиму Црвене звезде код тренера Александра Јанковића. Тада је и скренуо пажњу на себе након што је на својој првој припремној утакмици постигао два гола. Званични деби у дресу Црвене звезде имао је 9. марта 2013. у победи (3:0) над Новим Пазаром на Маракани, када је ушао у игру у 72. минуту уместо Огњена Мудринског. Михајловић је током другог дела сезоне 2012/13. као резервиста наступио на три првенствене утакмице, провевши на терену укупно 66 минута. Током првог дела сезоне 2013/14, код тренера Славише Стојановића, наступио је на по једном мечу у првенству (одиграо пет минута) и у Купу. Стојановић му је током зимских припрема 2014. поручио да не рачуна на њега, па је Михајловић у фебруару 2014. позајмљен тадашњем суперлигашу ужичкој Слободи.
Током другог дела такмичарске 2014/15. наступао је за београдски Рад. Након Рада је био у Швајцарској, где је играо за тамошње друголигаше Бил-Бјен и Кјасо. У сезони 2016/17. носио је дрес чачанског Борца. У наредној такмичарској години био је фудбалер новосадске Војводине.  У сезони 2018/19. поново је наступао за Рад.
У јуну 2019. потписао је двогодишњи уговор са Радничким из Ниша. Током сезоне 2019/20, Михајловић је постигао 15 суперлигашких голова. На почетку наредне 2020/21. сезоне није наступао за Раднички, а почетком септембра 2020. је и званично прешао у кинеског друголигаша Гуејџоу Хенгфенг. Вратио се у нишки Раднички у септембру 2022, али је напустио клуб већ током зимског прелазног рока. У октобру 2023. потписао је уговор са босанскохерцеговачким премијерлигашем ФК Тузла Сити. Неколико месеци касније, током зимске паузе, Михајловић се вратио у српски фудбал и потписао за београдски Раднички члана Прве лиге Србије.

## Статистика

#### Клупска
| Клуб                      | Сезона   | Лига                   | Лига    | Лига   | Национални куп | Национални куп | Европа  | Европа | Остало  | Остало | Укупно  | Укупно |
| Клуб                      | Сезона   | Дивизија               | Наступа | Голова | Наступа        | Голова         | Наступа | Голова | Наступа | Голова | Наступа | Голова |
| ------------------------- | -------- | ---------------------- | ------- | ------ | -------------- | -------------- | ------- | ------ | ------- | ------ | ------- | ------ |
| Сопот (позајмица)         | 2012/13. | Српска лига Београд    | 10      | 3      | —              | —              | —       | —      | —       | —      | 10      | 3      |
| Црвена звезда             | 2012/13. | Суперлига Србије       | 3       | 0      | —              | —              | —       | —      | —       | —      | 3       | 0      |
| Црвена звезда             | 2013/14. | Суперлига Србије       | 1       | 0      | 1              | 0              | 2       | 0      | —       | —      | 4       | 0      |
| Црвена звезда             | Укупно   | Укупно                 | 4       | 0      | 1              | 0              | 2       | 0      | —       | —      | 7       | 0      |
| Слобода Ужице (позајмица) | 2013/14. | Суперлига Србије       | 13      | 2      | —              | —              | —       | —      | —       | —      | 13      | 2      |
| Рад                       | 2014/15. | Суперлига Србије       | 4       | 0      | —              | —              | —       | —      | —       | —      | 4       | 0      |
| Рад                       | 2015/16. | Суперлига Србије       | 1       | 0      | —              | —              | —       | —      | —       | —      | 1       | 0      |
| Бил-Бјен                  | 2015/16. | Челенџ лига Швајцарске | 0       | 0      | 0              | 0              | —       | —      | —       | —      | 0       | 0      |
| Кјасо                     | 2015/16. | Челенџ лига Швајцарске | 16      | 2      | —              | —              | —       | —      | —       | —      | 16      | 2      |
| Борац Чачак               | 2016/17. | Суперлига Србије       | 30      | 7      | 3              | 0              | —       | —      | —       | —      | 33      | 7      |
| Војводина                 | 2017/18. | Суперлига Србије       | 29      | 4      | 3              | 4              | 1       | 0      | —       | —      | 33      | 8      |
| Рад                       | 2018/19. | Суперлига Србије       | 21      | 1      | 1              | 0              | —       | —      | —       | —      | 22      | 1      |
| Рад                       | Укупно   | Укупно                 | 26      | 1      | 1              | 0              | —       | —      | —       | —      | 27      | 1      |
| Раднички Ниш              | 2019/20. | Суперлига Србије       | 29      | 15     | 2              | 0              | 1       | 1      | —       | —      | 32      | 16     |
| Каријера                  | Каријера | Каријера               | 157     | 34     | 10             | 4              | 4       | 1      | —       | —      | 171     | 39     |

- Ажурирано 4. септембра 2020. године.[4]